# 파란갯민숭달팽이
파란갯민숭달팽이(blue ocean slug, Glaucus atlanticus)는 3cm 정도의 소형 갯민숭달팽이로, 등은 은색, 배는 푸른색을 띤다. 작은부레관해파리 등을 잡아먹고 독성 자포를 특수한 자포낭에 농축해 저장한다.

## 외형
다 큰 성체의 경우 3cm 정도의 크기이다. 유선형의 납작한 몸을 가지고 있다. 배는 푸른색, 등은 은색 계열의 색을 띤다. 양 옆으로 3쌍의 팔에 Cerata라 불리는 돌기를 가지고 있다. Cerata는 단일행으로 배치되어 있으며 80개 정도까지 늘어날 수 있다. 물 밖으로 나오면 작게 쪼그라든다.

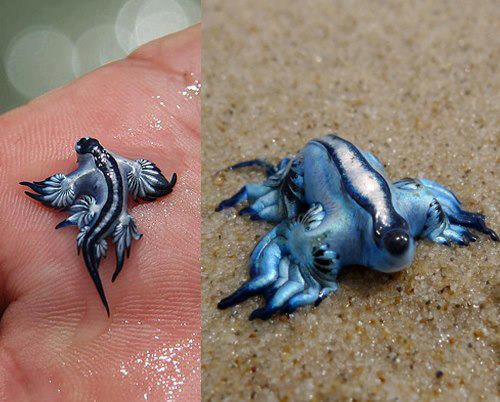
물밖에 나와 쪼그라든 파란갯민숭달팽이.

## 근연종
파란갯민숭달팽이와 같은 속인 G. marginatus라는 종이 있다. G. marginatus는 단일 종으로 알려져 있었으나, 2014년에 3종의 은닉종을 포함하고 있었다는 사실이 밝혀졌다.

## 서식
전세계 온대 및 열대의 외해에서 서식하며, 가끔 해변으로 떠밀려올 때도 있다. 위장에 공기를 저장해 수면에 부유하는 형태로 떠다닌다. 위장의 해부학적 위치로 인해 배영의 상태로 떠다닌다. 해수 온도의 상승에 따라 발견 가능한 지역이 북상하는 중이다. 최근 몇년 사이 호주 남쪽 해안 및 남아프리카 해역, 택사스 연안에서도 발견되기 시작했다.

## 생존 및 사냥
배영 상태로 떠다녀 등의 은색이 아래로 향하고, 배의 파란색이 위로 향해 경고색 겸 보호색의 일종인 역음영(Countershading)을 형성한다. 형성된 보호색은 아래에서 위로 보았을 때 빛과 같은 은색으로 보이게 하고, 위에서 아래로 봤을 때 수면의 푸른색과 같이 보이게 한다.
파란갯민숭달팽이는 주로 단독생활을 하지만, 가끔 집단을 형성하기도 한다. 하지만 군집 발생의 원인에 대해서는 정확한 원인이 규명되지 않았다.
3쌍의 팔에 있는 손가락 같이 생긴 Cerata를 이용해 천천히 이동하여 작은부레관해파리같은 먹이생물을 섭취한다. 입에 있는 톱니모양의 이빨을 이용해 찢는 형식으로 섭취한다. 먹이로 하는 생물들의 독성에 대한 면역이 있으며, 섭취한 독성 자포는 각막 끝의 cnidosac이라 불리는 특수한 자포낭에 농축시켜 저장한다.

## 독성
작은부레관해파리 등의 독성 생물을 섭취하여 독성을 농축해 저장하는 만큼, 그 독성은 매우 강하다. 반대로 독성생물을 섭취하지 않는다면 독성이 없다는 이야기이다.
먹이생물의 독성을 농축시켜 사용한다는 점 때문에 먹이로하는 생물의 독성이 가지는 효과와 비슷한 효과를 보인다. 따라서 쏘이게 될 경우, 여러 증상을 겪을 수 있다. 대표적인 증상으로는 극심한 고통 및 구토, 어지러움 등이 있다.

## 번식
수컷의 역할을 하는 생식기관은 다른 개체의 각막을 피하기 위해 갈고리 모양으로 진화했다. 자웅동체의 특성을 가지고 있어 교배 후 두 개체가 모두 알을 낳을 수 있으며, 알줄 형태로 알을 낳는다. 보통 교배 후 1마리의 개체는 알줄 하나에 최대 20개의 알을, 시간당 약 55개의 알줄을 낳을 수 있다. 가끔 나무조각이나 생물 사체에 알을 낳기도 한다.
알이 부화하는데는 약 3일 정도가 걸리며 알이 부화하면 성체와 거의 동일한 외형을 갖는다.

## 참고문헌
1. ↑  Churchill, Celia (2014년 5월 30일). “Molecular and morphological systematics of neustonic nudibranchs (Mollusca: Gastropoda: Glaucidae: Glaucus), with descriptions of three new cryptic species”. 《Invertebrate Systematics》 (영어) (CRISO PUBLISHING). 2025.04.01에 확인함.
2. 1 2  BOEM (2024년 3월 19일). “Blue Dragon Sea Slug”. 2025년 3월 29일에 확인함.
3. ↑  Lorenzo Ciotti (2022년 9월 14일). “Glaucus atlanticus, between poison and mysteries”. 《rapusia》. 2025.04.01에 확인함.